# ویل رایکونن
ویل رایکونن (انگلیسی: Ville Räikkönen؛ زادهٔ ۱۴ فوریهٔ ۱۹۷۲) ورزشکار دوگانه اهل فنلاند است.